# 이규현 (피겨스케이팅 선수)
이규현(1980년 10월 15일 ~ )은 대한민국의 피겨 스케이팅 선수이다. 2003년부터 2007년까지 한국 피겨스케이팅 선수권 대회 우승자이다. 한국 국가 대표팀 자격으로 1998년 동계 올림픽과 2002년 동계 올림픽에 참가한다. 1998년 동계 올림픽에서 24위를, 2002년 동계 올림픽에서 28위를 기록한다. 그의 형은 스피드 스케이팅 선수인 이규혁이다.

## 주요 기록
| 대회/시즌    | 1995-1996 | 1996-1997 | 1997-1998 | 1998-1999 | 1999-2000 | 2000-2001 | 2001-2002 | 2002-2003 |
| ------------ | --------- | --------- | --------- | --------- | --------- | --------- | --------- | --------- |
| 동계 올림픽  |           |           | 24        |           |           |           | 28        |           |
| 세계 선수권  |           |           | 30        | 26        | 33        |           |           |           |
| 4대륙 선수권 |           |           |           |           | 15        | 14        |           | 12        |
| 한국 선수권  | 1         | 1         | 1         | 1         | 1         | 1         | 1         | 1         |